# Mitchell River (vattendrag i Australien, Queensland)
Mitchell River är ett vattendrag i Australien. Det ligger i delstaten Queensland, omkring 1 800 kilometer nordväst om delstatshuvudstaden Brisbane.
Omgivningarna runt Mitchell River är en mosaik av jordbruksmark och naturlig växtlighet. Trakten runt Mitchell River är nära nog obefolkad, med mindre än två invånare per kvadratkilometer. Savannklimat råder i trakten. Genomsnittlig årsnederbörd är 1 552 millimeter. Den regnigaste månaden är mars, med i genomsnitt 507 mm nederbörd, och den torraste är augusti, med 1 mm nederbörd.